# Densytometr

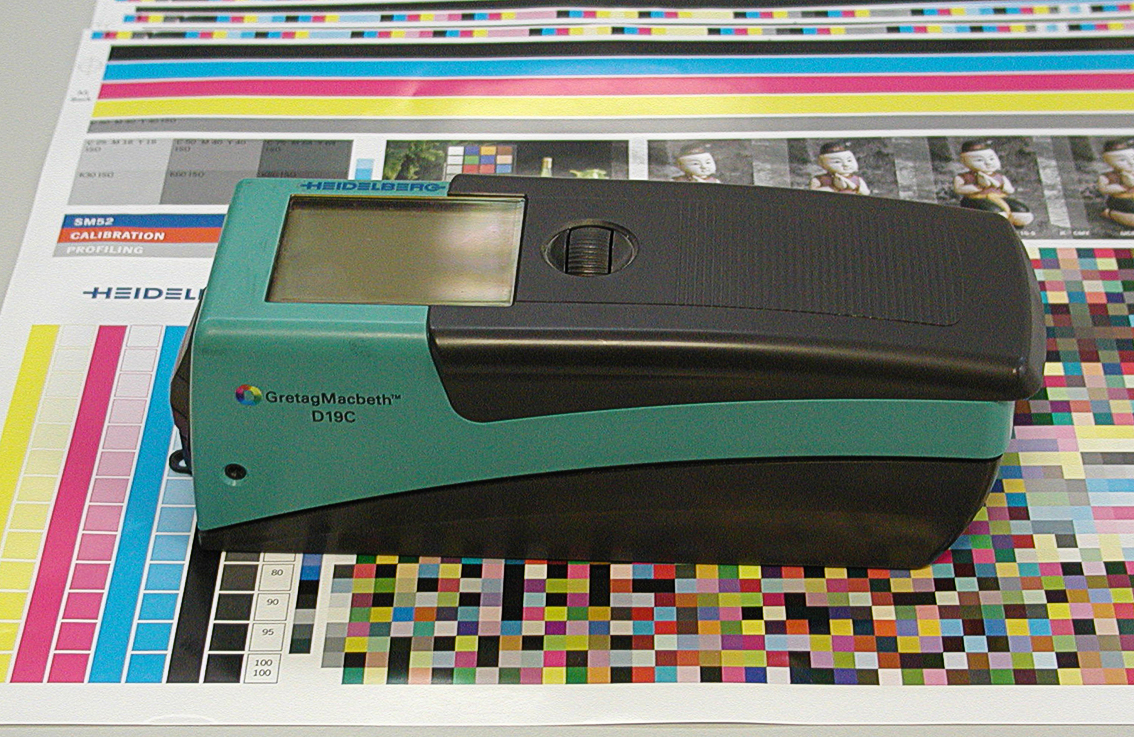
Densytometr GretagMacbeth

Densytometr – urządzenie fotoelektryczne służące do pomiaru gęstości optycznej materiałów przezroczystych i nieprzezroczystych.
W związku z ww. rodzajami pomiarów rozróżnia się densytometry transmisyjne, służące do pomiaru przepuszczalności światła przez badany materiał (np. stopień zaczernienia błon filmowych) oraz densytometry refleksyjne, służące do pomiaru procentowej ilości światła odbitego w stosunku do światła oświetlającego materiał odbijający światło (np. pomiar gęstości optycznej druku).